# オルリーヴァル
オルリーヴァル（フランス語: Orlyval）は、パリ交通公団（RATP）の運営するフランスの首都パリを含むイル＝ド＝フランス地域圏の新交通システム路線。パリ郊外南部アントニーのアントニー駅と、同じくパリ郊外南部パライ＝ヴィエイユ＝ポストのオルリー4駅（パリ＝オルリー空港）までを東西に結ぶ。1991年に開業。

## 概要
オルリーヴァルは1991年10月2日に開業しており、リール・メトロの後に続いてVAL自動化メトロ・システムを使用する2番目の路線である。
建設は論争の的であった：空港への公共交通機関連絡線と競合する提案は、RERと統合された鉄道路線を含んでおり、空港を取り扱う様々な起源の列車を有することができた。
シャトルのオプションは、少なくとも残りの交通網と統合するように見られた。
しかしながら、小さなサイズであったVALは、空港への駅設置が可能であり、特にオルリー - ウエスト駅は、西ターミナル「オルリー・ウエスト」と同じ階層にあり、かつターミナルに非常に近かった。
当初は、マトラによって私的に運行されたが、利益を出すには建設および運行に掛かる経費が余りにも高かったため、公的に所有されていたRATPに移管された。
オルリーヴァルは、パリ地域内で唯一、カルトランジュ旅行パスが無効となる公共交通機関連絡線であった。
オルリーヴァルでは、アントニー駅および空港間の乗車には実質的な9ユーロの片道運賃（パリ中心部のあらゆるゾーンの1駅からの統合乗車券では11.65ユーロ (€)）が請求され、Mobilis当日乗車券の利用は認められていない。
（5つの全ゾーンが支払われている場合には）より高価なCarte Paris Visiteが受け入れられている。

オルリーヴァルの路線図

## 駅一覧
| 駅名              | 駅名         | 接続路線                                                   | 所在地                     |
| ----------------- | ------------ | ---------------------------------------------------------- | -------------------------- |
| アントニー駅      | Antony       | RER： B線                                                  | アントニー                 |
| オルリー1・2・3駅 | Orly 1, 2, 3 |                                                            | パライ＝ヴィエイユ＝ポスト |
| オルリー4駅       | Orly 4       | メトロ： 14号線（アエロポール・ドルリー駅） トラム： 7号線 | パライ＝ヴィエイユ＝ポスト |

- 全線各駅停車、快速運転はない。